# Anna Stainer-Knittel
Anna Stainer-Knittel (28 de julho de 1841, Elbigenalp - 28 de fevereiro de 1915, Wattens) foi uma pintora austríaca. Um incidente de sua vida serviu de base para o romance Die Geier-Wally de Wilhelmine von Hillern; um exemplo antigo de literatura feminista.